# Cistanthe
Cistanthe es un género con 45 a 50 especies de plantas suculentas de la familia Montiaceae. Son nativas del continente americano.

## Descripción
Son plantas anuales o perennes de pequeño tamaño con tallos postrados o erectos, simples o ramificados. Las hojas son basales con o sin pedúnculo y glabras. Las inflorescencias son axilares, umbeladas, paniculadas, racemosas o cimosas que producen brillantes flores de colores que surgen en apretados ramilletes de aspecto plumoso, aunque varían bastante de apariencia entre especies. Muchas están adaptadas a ambientes áridos y hasta algunas de ellas pueden sobrevivir con ausencia casi absoluta de lluvias.
 Cistanthe se creó para segregar varias especies previamente clasificadas en Calandrinia.  
Algunas especies de otros géneros estrechamente emparentados han sido trasladadas también a éste.

## Taxonomía
Cistanthe fue descrito por Edouard Spach y publicado en Histoire Naturelle des Végétaux. Phanérogames 5: 229. 1836. La especie tipo no está designada. 

## Especies
- Cistanthe amaranthoides
- Cistanthe ambigua
- Cistanthe arancioana
- Cistanthe calycina
- Cistanthe celosioides
- Cistanthe cephalophora
- Cistanthe cymosa
- Cistanthe grandiflora
- Cistanthe guadalupensis
- Cistanthe maritima
- Cistanthe monandra
- Cistanthe monosperma
- Cistanthe paniculata (DC.) Carolin ex M.A.Hershkovitz - castañuelas del Perú, lengua de vaca, ojo de perro, oreja de perro (Perú).[3]
- Cistanthe parryi
- Cistanthe pulchella
- Cistanthe pygmaea
- Cistanthe quadripetala
- Cistanthe rosea
- Cistanthe salsoloides
- Cistanthe umbellata